# 리틀 드러머 걸
《리틀 드러머 걸》(영어: The Little Drummer Girl)은 존 르 카레의 동명의 원작소설을 박찬욱 감독이 드라마로 만든 작품이다. 2018년 10월 영국 BBC1, 11월 미국 AMC네트워크를 통해 방송되었고, 한국에서는 2019년 3월 29일 왓챠플레이를 통해 감독판이 공개되었다.

## 줄거리
1979년, 독일의 이스라엘 대사관 관저에 폭탄테러가 발생하자 이스라엘 정보국 고위 요원 쿠르츠는 조사에 착수한다. 유럽에서 발생한 일련의 폭탄 테러가 팔레스타인 혁명군의 소행이라고 결론내린 쿠르츠는 대담한 작전을 세운다. 테러리스트 조직에 비밀요원을 침투시키기로 작전을 세운다. 이스라엘 정보국이 눈독을 들인 것은 런던의 무명 여배우 '찰리'이다. 이스라엘정보국 모사드의 비밀요원 가디 베커는 찰리에게 접근, 그녀를 '스파이'로 만든다. '스파이'가 된 찰리는 위험한 테러리스트를 연기하게 된다.

## 영화 정보
- 《리틀 드러머 걸》은 영국에서는 2018년 10월 28일부터 12월 2일까지, 미국에서는 AMC를 통해 11월 19일부터 2회씩 사흘에 걸쳐 방송되었다.
- 2019년 3월 29일 동영상 플랫폼인 왓챠플레이를 통해 《리틀드러머 걸:감독판》 6부작이 한꺼번에 공개된다. 이에 앞서 3월 20일 CGV용산아이파크몰에서 박찬욱 감독이 참석한 가운데 언론시사회가 열렸다 박찬욱 감독은 방송판과 감독판의 차이에 대해 직접 소개했다.[1]
- 채널A에서는 2019년 3월 29일부터 매주 금요일 밤 11시에 국내방송 버전으로 리틀 드러머 걸을 방송하였다.[2]
- TBS TV에서는 2021년 9월 7일부터 매주 회요일 밤 11시에 리틀 드러머 걸 감독판을 방송하였다.

## 출연진
- 마이클 섀넌 - 마틴 쿠르츠
- 알렉산데르 스카르스고르드 - 가디 베커
- 플로렌스 퓨 - 찰리 로스
- 미하엘 마쇼노브 - 시몬 리트바크
- 시모나 브라운 - 레이철
- 제프 윌부시 - 안톤 메스터바인
- 클레어 홀먼 - 미스 바흐
- 다니엘 리트만 - 다니엘
- 케이트 섬프터 - 로즈
- 겐나디 플라이셔 - 슈빌리
- 알레산드로 피아바니 - 로시노
- 아미르 후리 - 미셸
- 찰스 댄스 - 픽턴 사령관
- 알렉산더 바이어 - 닥터 폴 알렉시스
- 루브나 아자벨 - 파트메
- 맥스 아이언스 - 앨
- 카타리나 쉬틀러 - 헬가 슈테른
- 베서니 뮤어 - 소피
- 차리프 가타스 - 칼릴 알 카다르
- 이벤 아켈리 - 안나 비트겐

## 에피소드 목록
| 회차 | 제목  | 감독   | 각본          | 방송날짜         |
| --- | ----- | ------ | ------------- | ---------------- |
| 1 | "1회" | 박찬욱 | 마이클 레슬리 | 2018년 10월 28일 |
| 1979년. 팔레스타인 테러리스트 미셸이 여자친구 안나와 함께 서독의 이스라엘 대사의 집에 폭탄 테러를 벌인다. 모사드 요원 마틴 쿠르츠가 유럽으로 파견되어, 미셸과 그의 형 칼릴이 주도하는 팔레스타인 테러 조직을 괴멸시킬 계획을 세운다. 미셸이 차로 폭발물을 운반하고 있을 때, 마틴 휘하의 요원 레이철이 그리스와 터키 국경에서 미셸을 납치해서 뮌헨의 아지트에 가둔다. 한편 영국인이며 소극단 소속 배우로 활동하는 찰리는 동료들과 함께 그리스로 공연을 갔다가, 해변에서 만난 독일인 남자와 만난다. 잘생긴 그에게 끌려 함께 그리스로 동행하는데, 파르테논 신전에서 그의 정체가 사실은 모사드 요원 가디인 것을 알게 된다. 그리고 그의 상관인 마틴이 나타나, 찰리를 고용하고 싶다고 한다. |       |        |               |                  |
| 2 | "2회" | 박찬욱 | 마이클 레슬리 | 2018년 11월 4일  |
| 마틴은 찰리를 배우로 기용하고 싶다며 면접을 본다. 찰리는 처음에는 비협조적이었으나 과거에 대한 거짓말이 밝혀지고, 가디의 설득으로 마틴의 채용을 받아들인다. 한편 미셸은 뮌헨에 있는 모사드 아지트에 감금되었다. 약물과 거짓말로 모사드는 미셸의 임무가 잘츠부르크에 폭발물(셈텍스)을 운반하는 것임을 발견한다. 가디는 미셸을, 찰리는 그 가짜 미셸의 여자친구를 연기해서 칼릴의 조직에 잠입하기로 한다. 막 가짜 부부 연기를 시작한 찰리는 곧바로 잘츠부르크에 혼자서 가라는 모사드의 지시를 받게 된다. |       |        |               |                  |
| 3 | "3회" | 박찬욱 | 클레어 윌슨   | 2018년 11월 11일 |
| 찰리는 미셸의 차(메르세데스)를 몰고 폭발물을 운반하는 역할을 맡게 된다. 모사드 팀이 그녀를 호위한다. 이때 미셸이 운반 장소를 속였음이 밝혀지고, 시몬은 미셸을 위협하여 진짜 운반 장소를 알아낸다. 도킹 장소인 오스트리아의 클라이날름(Kleinalm) 마을에서, 미셸의 여자친구 안나가 나타나자 모사드 요원들이 그녀를 붙잡아 속박한다. 찰리는 임무를 성공적으로 마쳤지만, 모사드에서 포로인 미셸을 비인간적으로 대우하는 걸 보고 질려버린다. 그렇지만 가디의 설득으로 미셸에게 쓰는 거짓 편지로 그의 여자친구 위장을 시작한다. 찰리는 영국으로 돌아가서 미셸의 동료들의 연락을 기다리고, 모사드는 필요 없어진 미셸과 안나를 교통사고를 위장해 죽인다. |       |        |               |                  |
| 4 | "4회" | 박찬욱 | 마이클 레슬리 | 2018년 11월 18일 |
| 찰리는 런던에서 가디와 함께 빈틈없는 스파이 훈련을 지속한다. 찰리가 미셸의 신병을 묻자 가디는 살아 있다고 거짓말을 한다. 이윽고 찰리에게 죽은 미셸의 동료 안톤과 헬가가 접근해 온다. 찰리는 처음에는 의심을 받았지만, 미셸이 죽었다는 사실을 듣고 보인 비탄과 분노가 좋은 인상을 주어 헬가의 인정을 받는다. 찰리는 미셸의 죽음을 미리 알려주지 않은 것을 가디에게 따지지만 가디는 진실된 반응을 보이기 위해 어쩔 수 없었다고 답한다. 그날 밤 두 사람은 사랑을 나눈다. 이후 헬가는 찰리를 납치하다시피 해서 레바논 베이루트로 데려가고, 그곳에서 팔레스타인 세력에 넘겨버린다. 찰리는 팔레스타인 혁명군의 수장과 미셸의 누나 파트메와 대면한다. 모사드에서는 마틴이 찰리가 낸 성과를 기뻐하지만 가디는 찰리의 안위가 걱정되어 불만스러운 기색을 드러낸다. |       |        |               |                  |
| 5 | "5회" | 박찬욱 | 클레어 윌슨   | 2018년 11월 25일 |
| 파트메의 신뢰를 얻은 찰리는 군사시설로 이동하여 혹독한 군사훈련을 받는다. 찰리와 비슷한 미국인 훈련생으로 '아서'라는 자가 찰리에게 접근했는데, 찰리가 그의 성적 요구를 거절하자 그는 찰리를 스파이로 몰아 세운다. 그러나 찰리는 이를 역이용해 그를 스파이로 고발하고 그는 사살된다. 훈련을 마친 찰리는 민간인들과 같이 있는 캠프로 보내지고, 그곳에서 주민들과 어울리며 친근감과 신뢰를 쌓는다. 그러나 이스라엘군의 보복성 폭격으로 캠프는 초토화된다. 이후 찰리는 런던으로 와 안톤과 헬가와 다시 합류하고, 이스라엘인 학자 밍켈 교수의 암살 임무에 투입된다. 모사드팀이 그것을 막기 위해 교수 앞에 나타났다가 찰리와 가디가 스쳐 지나간다. 안톤이 밍켈 교수의 가방을 바꿔치기했으나 모사드팀이 그것을 까보니 미끼였다. 모사드팀이 찰리를 뒤쫓으려고 하지만 가디가 극구 반대하여 철회된다. 찰리는 홀로 누군가를 만나는데, 바로 조직의 우두머리 칼릴이었다. |       |        |               |                  |
| 6 | "6회" | 박찬욱 | 마이클 레슬리 | 2018년 12월 2일  |
| 칼릴은 찰리를 속속들이 조사한 뒤 거처로 데려간다. 찰리는 성공적으로 칼릴을 속이고 밍켈 교수에게 전달할 위장 폭탄을 함께 제조한다. 찰리가 폭탄 가방을 들고 밍켈 교수가 강연하는 대학에 도착하니 이미 모사드 팀이 영국 경찰과 연합하여 찰리를 기다리고 있었다. 밍켈 교수는 죽은 것으로 위장되고, 마틴은 계획을 바꿔 찰리를 칼릴의 오른팔로 만들어 더 깊게 침투시킬 계획을 세운다. 휴대 라디오에 추적기를 장치한 찰리는 칼릴에게 돌아와 암살 계획이 성공한 연기를 하고, 칼릴을 유혹하여 잠자리를 가진다. 칼릴이 잘 때를 노렸으나 칼릴은 새벽이 되도록 잠들지 않았고, 도리어 라디오를 보고 찰리가 스파이임을 간파한다. 동기를 묻는 칼릴에게 찰리는 배우의 역할을 했을 뿐이라고 답한다. 곧 가디가 나타나 칼릴을 몇 번이나 쏴서 죽인다. 찰리는 절망하여 진심으로 칼릴의 죽음을 애도한다. 이후, 찰리의 첩보 활동으로 얻은 정보를 토대로 레바논과 유럽 등 세계 각지의 칼릴의 조직원들이 소탕된다. 찰리는 죄책감을 안고 안전 가옥에서 지내다가 마틴의 방문과 가디의 비밀 연락을 받는다. 이후 찰리는 독일로 가서 가디가 재회한다. |       |        |               |                  |

### 방영일 목록
| 회차 | 영국 방영일 (BBC) | 미국 방영일 (AMC) | 한국 공개일 (왓챠플레이/채널A) |
| ---- | ----------------- | ----------------- | ------------------------------ |
| 1회  | 2018년 10월 28일  | 2018년 11월 19일  | 2019년 3월 29일                |
| 2회  | 2018년 11월 4일   | 2018년 11월 19일  | 2019년 3월 29일                |
| 3회  | 2018년 11월 11일  | 2018년 11월 20일  | 2019년 3월 29일                |
| 4회  | 2018년 11월 18일  | 2018년 11월 20일  | 2019년 3월 29일                |
| 5회  | 2018년 11월 25일  | 2018년 11월 21일  | 2019년 3월 29일                |
| 6회  | 2018년 12월 2일   | 2018년 11월 21일  | 2019년 3월 29일                |

## 제작진
- 감독: 박찬욱
- 책임프로듀서:스티븐 콘웰,사이먼 콘웰,조셉 차이, 아서 왕, 정원조, 마이클 레슬리, 존 르 카레
- 프로듀서: 로라 헤이스팅스 스미스
- 각본: 마이클 레슬리,클레어 윌슨
- 원작: 존 르 카레
- 촬영: 김우형
- 프로덕션 디자인: 마리아 듀코빅
- 편집:저스틴 라이트, 피오나드 소우자, 마이클헤로우즈, 톰 챕먼
- 음악: 조영욱과 사운드트래킹즈
- 의상: 시나 네이피어, 스티븐 노블
- 분장:니콜 스태퍼드